# Fladan, Borgå
Fladan är en kanal i Borgå. Den ligger i landskapet Nyland, i den södra delen av landet, 50 km öster om huvudstaden Helsingfors. Fladan har tidigare varit ett sund, men landhöjningen och därav nödvändiga muddringsarbeten har gjort att Fladan numera är att betrakta som en kanal.
Fladan skiljer Vessölandet från finska fastlandet och gör det möjligt för mindre båtar att passera från Stensbölefjärden och Kroknässundet i norr till Seitlaxfjärden, Långfjärden och Vålaxfjärden i söder. En bro vid Hummelsund (Hummelbro) utgör Vessölandets vägförbindelse. Den har en segelfri höjd på endast två meter vilket är gränssättande för hur stora båtar som kan passera. För att ta sig från Stensbölefjärden till Fladan behöver man passera ytterligare en bro över Källsund (som skiljer Kråkö från fastlandet).